# Hyundai Engineering & Construction
HDEC (en coréen : 현대건설/en hanja:現代建設/Hyundai Engineering & Construction) est une société spécialisée dans les bâtiments et travaux publics fondée par Chung Ju-yung en 1947.

## Histoire
- En 1947, Chung Ju-yung fonde HDEC.
- En juillet 1970, construction de l'autoroute Gyeongbu.
- En décembre 1970, construction de l'autoroute Honam.
- Milieu 1960, premiers contrats à l'étranger et première entriprise BTP de la Corée du Sud à sortir à l'étranger.
- En 1965, elle décroche le contrat du Pattani Narathiwat Highway Project au Thailand.
- En 1967, premiers contrats au Vietnam.
- En 2001, séparation du groupe mère Hyundai Group pour devenir HDEC.
- En 2011, décision de rachat par Hyundai Motor Group.